# Через річку та серед дерев
«Через річку та під дерева» — це роман американського письменника Ернеста Гемінгуея, що був опублікований видавництвом Чарльза Скрібнера «Сини» в 1950 році, після того, як раніше того ж року його вперше опублікували в журналі Cosmopolitan . Назва роману походить від останніх слів генерала армії Конфедеративних Штатів Томаса Дж. «Стоунволла» Джексона, що був смертельно поранений дружнім вогнем під час Громадянської війни в Америці : «Перейдіть через річку та відпочиньте в тіні дерев».  У 19 столітті цей вислів означав, як посилання на річку Йордан та шлях до смерті та потойбічного життя в християнстві.
Цей роман Гемінгуея починається з розповіді полковника Річарда Кантвелла, 50-річного офіцера армії США, який полює на качок поблизу Венеції, Італія, наприкінці Другої світової війни. Пізніше виявляється, що у полковника Кантвелла невиліковна хвороба серця. Більша частина роману виконана у формі тривалого флешбеку, що детально описує його досвід на Італійському фронті під час Першої світової війни та дні, що передували полюванню на качок. Основна частина оповіді стосується його невдалого роману з венеціанкою на ім'я Рената, яка молодша за нього більш ніж на тридцять років.
Під час подорожі до Італії незадовго до написання роману, сам Гемінгуей зустрів молоду дівчину Адріану Іванчич,у яку він закохався. Він використав її як праобраз для жіночого персонажу в романі. Центральна тема роману — смерть і, що ще важливіше, те, як вона зустрічається. Один біограф та критик помічає паралелі між романом Гемінгуея «Через річку, під дерева» та «Смерть у Венеції» Томаса Манна .
Гемінгуей дав оцінку роману «Через річку та в дерева», а також реакцію одного з читачів на нього, використовуючи «індіанську говірку»: «Книга для нього забагато. Починайте читати повільно, потім збільшуйте темп, доки не стане неможливо стояти. Я доводжу емоції до того, що ви не можете їх витримати, а потім ми вирівнюємося, щоб нам не довелося надавати читачам кисневі намети. Книга — це як двигун. Ми повинні поступово її збавляти.» 
Написаний роман в Італії, Кубі та Франції наприкінці 1940-х років, на жаль був першим його твором, що отримав негативні відгуки та рецензії у пресі. Тим не менш, він став бестселером в Америці, знаходившись 7 тижнів на вершині списку бестселерів The New York Times у 1950 році. До речі це був єдиний роман Гемінгуея, який очолив список бестселерів у The New York Times. 
Критики не охоче критикували роман. Дж. Дональд Адамс у статті для «Нью-Йорк Таймс» описав її як «одну з найсумніших книг, які я коли-небудь читав; не тому, що мене зворушує співчуття через поєднання кохання та смерті в житті полковника, а тому, що великий талант опинився, чи то наразі, чи назавжди, у такому глухому куті». Лише деякі критики сучасності високо оцінили роман.

## Короткий зміст сюжету
Перший розділ роману «Через річку та під дерева» починається з оповідання, яке зображує полювання 50-річного полковника Річарда Кантвелла на качок у лагуні Марано, між Венецією та Трієстом у часі, дія якого відбувається в останні дні Другої світової війни. Зрештою з'ясовується, що Кантвелл, якого в книзі називають просто Полковником, має невиліковну хворобу серця. Починаючи з другого розділу, книга представлена переважно через флешбек про службу полковника в Італійській королівській армії під час Першої світової війни, його перебування в армії Сполучених Штатів під час Другої світової війни, його кар'єру в генералі, а потім пониження до полковника. Гемінгуей дуже детально описує Італію, від її пейзажів до їжі та напоїв.
Основна історія книги зосереджена на романтичних стосунках полковника з 18-річною венеціанською графинею Ренатою, яку він називає Дочкою . Рената знає про невиліковну хворобу полковника, і в книзі детально описується, як обидва персонажі справляються з неминучою смертю полковника. Багато спогадів полковника про воєнний час розкриваються в історіях, які він розповідає Ренаті, яка хоче «поділитися» його переживаннями.
Роман закінчується тим, що Кантвелл переживає серію серцевих нападів, коли залишає Венецію після полювання на качок, у той самий день, коли починається дія книги. Незадовго до смерті полковник переповідає своєму водієві останні слова Стоунволла Джексона, від яких роман і отримав свою назву: «Ні, ні, давайте перейдемо річку та відпочинемо в тіні дерев». В фінальній сцені водій читає записку, яку дав йому полковник, у якій зазначено, що його речі слід віддати їх «законній власниці» Ренаті.

## Передумови та публікація
Ернест Гемінгуей вперше зустрів А. Е. Готчнера, який згодом став його близьким другом, у 1948 році, коли Готчнер, нещодавно звільнений з ВПС, влаштувався на роботу в журнал Cosmopolitan як «агент за дорученням». Ім'я Гемінгуея було у списку авторів, з якими Готчнер мав зв'язатися, тому він поїхав на Кубу, попросив про зустріч (Гемінгуей повів його в бар) і написати коротку статтю. Гемінгуей не написав статті, але він подав Готчнеру свій наступний роман «Через річку та в дерева», який потім Cosmopolitan опублікував у п'яти частинах.    Вважається, що головний герой частково заснований на другові Гемінгуея, Чарльзі Т. Ленхемі, а деякі компоненти персонажа також автобіографічно базуються на самому авторі.
Гемінгуей працював над книгою з 1949 по 1950 рік у чотирьох різних місцях: він почав писати взимку 1949 року в Італії в Кортіна-д'Ампеццо ; продовжив після повернення додому на Кубу ; завершив чернетку в Парижі; і завершив редагування у Венеції взимку 1950 року. 
Восени 1948 року він прибув до Італії та відвідав Фоссальту, де в 1918 році був поранений. Через місяць, під час полювання на качок з італійським аристократом, він зустрів 18-річну Адріану Іванчич.  Потім він та його тодішня дружина Мері поїхали до Кортіни кататися на лижах: вона зламала щиколотку, і Гемінгуей, знудьгувавши, почав писати чернетку книги.  Сам Гемінгуей потім захворів на очну інфекцію та був госпіталізований. Навесні він поїхав до Венеції, де кілька разів обідав з Адріаною. У травні він повернувся на Кубу та вів з нею тривале листування, працюючи над рукописом.  Восени він повернувся до Європи та завершив драфт у паризькому готелі «Рітц» . Закінчивши, вони з Мері знову поїхали до Кортіни кататися на лижах: вона вдруге зламала щиколотку, а він захворів на очну інфекцію.  До лютого перша серіалізація була опублікована в Cosmopolitan . У березні подружжя Гемінґвеїв повернулося до Парижа, а потім додому на Кубу, де було прочитано останні коректури перед вересневою публікацією. 
Журнал «Космополітен» виходив серіально під назвою «Через річку та під дерева» з лютого по червень 1950 року.  Адріана Іванчіч розробила суперобкладинку першого видання, хоча її оригінальний дизайн був перемальований відділом реклами Scribner's.  Роман був опублікований видавництвом Scribner's 7. Вересень 1950 року, перший тираж якого становив 75 000 примірників , після рекламної кампанії, яка проголосила роман першою книгою Гемінгуея після публікації його роману 1940 року про Громадянську війну в Іспанії « По кому дзвонить дзвін» .

## Стиль твору та жанр
Гемінгуей починав як журналіст і автор оповідань, і Бейкер стверджує, що таким чином він навчився «отримувати максимум від найменшого, як скорочувати мову, як множити інтенсивність і як говорити лише правду таким чином, щоб це дозволяло говорити більше, ніж просто правду».  Цей стиль відомий як «теорія айсберга», оскільки у творах Гемінгуея суворі факти пливуть над водою; опорна конструкція, доповнена символізмом, діє поза полем зору.  Концепцію теорії айсберга іноді називають «теорією пропуску». Гемінгуей вважав, що письменник може описувати одну річ, тоді як під поверхнею відбувається зовсім інша.  Бейкер називає роман «Через річку та під дерева » «лірико-поетичним романом», у якому кожна сцена має приховану істину, представлену через символізм .  За словами Мейєрса, прикладом упущення є те, що Рената, як і інші героїні у творах Гемінгуея, переживає сильний «шок» — вбивство батька та подальшу втрату дому, — про що Гемінгуей згадує лише коротко.  Стислий наратив Гемінгуея змушує читача розв'язувати зв'язки — як писав Штольцфус: «Гемінгуей веде читача до мосту, який він чи вона повинні перейти самостійно, без допомоги оповідача». 
«Через річку та під дерева» побудовано таким чином, що час ніби стиснутий та розмежований між теперішнім і минулим – як каже один критик, «пам’ять і простір-час зливаються».  Щоб перенести Кантвелла в розширений флешбек, Гемінгуей використовує слово «хлопчик» як місток між теперішнім часом і минулим часом. За словами Штольцфуса, діалог залишається в теперішньому часі, незважаючи на часові зрушення, а слово «зараз» повторюється, щоб «підсилити ілюзію». 

## Тема
Кантвелл, 50-річний військовий офіцер, закоханий у підлітка Ренату (чиє ім'я означає «відроджена»), зображений несимпатичним персонажем; один критик пише про нього, що його «заняття коханням описуються як піхотна атака на важкопрохідній місцевості».  Він помирає від хвороби серця, і його стосунки з Ренатою можна інтерпретувати, як спосіб пошуку молодості або безсмертя.  Біограф Гемінгуея Джеффрі Мейєрс вважає, що Рената представляє місто Венецію, вона «пов’язувала» Кантвелла (та Гемінгуея) з Італією, а у своїй характеристиці Гемінгуей романтизував те, що могло бути стосунками батька та доньки, і він каже, що Гемінгуей, ймовірно, використав вигадані стосунки Кантвелла з Ренатою як заміну власних стосунків з Адріаною, яка виглядала майже ідентично опису Ренати. 
Біограф Гемінгуея Карлос Бейкер каже, що Гемінгуей вловив тему «трьох віків людини», і, пишучи книгу, він нарешті об'єктивував свій власний травматичний воєнний досвід у юності.  Бейкер бачить тематичну паралель між творами Томаса Манна « Смерть у Венеції» та «Через річку та під дерева», представлену в низці спільних та відмінних рис. Дія роману «Смерть у Венеції» відбувається влітку на венеційському Лідо ; Гемінгуей переносить Кантвелла у Венецію взимку. Головний герой Манна — письменник; Гемінгуей — солдат. Обидва зіткнулися зі смертю, і перед обличчям смерті шукали розради у набагато молодшому персонажі.  Кантвелл згадує минуле, поки Рената (18-річна графиня, з якою Кантвелл проводить останні дні свого життя) живе сьогоденням. Кантвелл каже, що «кожен день — це нова та вишукана ілюзія», де можна знайти зерно істини.  Кантвелл — персонаж в опозиції: суворий солдат, але водночас ніжний друг і коханець. Два Кантвелли часом перетинаються та перетікають один в одного.  Гемінгуей додав ще один шар до характеристики: 50-річний Кантвелл у свої останні дні перебуває «в стані глибокого усвідомлення» свого молодшого «я» 1918 року, до такої міри, що вони зливаються, але зберігають відмінності, спричинені часом. 
Чарльз Олівер пише, що роман розкриває центральну тему Гемінгуея: «збереження контролю над власним життям, навіть за умови жахливих труднощів». Кантвелл знає, що помирає, і зустрічає смерть «з гідністю, яку, як він вважає, він зберіг протягом усієї своєї військової служби».  Олівер вважає, що два чоловічі персонажі, Кантвелл та Альваріто, мають негласне порозуміння – обидва чоловіки люблять Ренату, але Кантвелл погоджується і радий знати, що Рената майже напевно вийде заміж за Альваріто. За кілька годин до смерті він каже собі: «Ти попрощався зі своєю дівчиною, а вона попрощалася з тобою. Це, безперечно, просто».  Тема смерті є центральною у творах Гемінгуея, і його персонажі регулярно досягають спокути в момент смерті, що можна розглядати як форму екзистенціалізму . Жан-Поль Сартр вважав, що для того, щоб добре зустріти смерть, потрібно жити повноцінним життям. 
Джексон Бенсон пише, що те, як письменник перетворює біографічні події на мистецтво, важливіше, ніж пошук зв'язків між життям Гемінгуея та його художньою літературою. Він вважає, що автобіографічні події можуть мати «дуже неміцний зв'язок» з художнім твором, подібно до сну, з якого виникає драма. Бенсон пише, що пізні твори Гемінгуея «схожі на підліткові мрії, в яких він розігрує захоплення та завершення, як у романі «Через річку »  . Маєрс погоджується, що між Гемінгуеєм і полковником Кантвеллом існують паралелі, але він бачить більше подібності з другом Гемінгуея багатьох десятиліть «Чінк» Дорманом-Смітом, чия військова кар'єра була підірвана, що призвело до його пониження в посаді. Бенсон вважає, що Гемінгуей використовував автобіографічні деталі як обрамлюючі засоби для опису життя загалом, а не лише свого життя. Наприклад, Бенсон постулює, що Гемінгуей використав свій досвід і розвинув його далі за допомогою сценаріїв «що, якби»: «що, якби мене поранили так, що я не міг би спати вночі? Що, якби мене поранили і звели з розуму, що сталося б, якби мене відправили назад на фронт?»  Наприклад, він лаконічно описує досвід Гемінгуея в битві Другої світової війни в Гюртгенському лісі як « Пашендейл з розривами дерев». 
Сам Гемінгуей стверджував, що Кантвелл був заснований на трьох чоловіках: близькому другові та найманці Чарльзі Суїні, американському офіцері «Баку» Ленхемі та, найголовніше, на ньому самому. 

## Рецепція
Джон О'Гара писав у «Нью-Йорк Таймс» : «Найважливіший автор, що живе сьогодні, видатний автор після смерті Шекспіра, випустив новий роман. Назва роману — «Через річку та в дерева» . Автором, звичайно ж, є Ернест Гемінгуей, найважливіший, видатний автор серед мільйонів письменників, які жили з 1616 року».  Теннессі Вільямс у «Нью-Йорк Таймс» писав: «Я не міг би поїхати до Венеції зараз, не почувши хвилюючих ритмів нового роману Гемінгуея. Це найсумніший роман у світі про найсумніше місто, і коли я кажу, що вважаю це найкращим і найчеснішим твором, який написав Гемінгуей, ви можете вважати мене божевільним. Це, ймовірно, буде популярна книга. Критики можуть поставитися до неї досить грубо. Але його хвилюючі, стомлені ритми — це пряма мова людського серця, яка говорить так прямо вперше, і це робить його, для мене, найкращим твором, який зробив Гемінгуей». 
Вільямс та О'Хара були серед небагатьох позитивних сучасних рецензій,  тоді як негативні рецензії з'явилися у понад 150 публікаціях.  Критики стверджували, що роман був надто емоційним, мав низькоякісну прозу та «статичний сюжет», а також що Кантвелл був «аватаром» персонажа Гемінгуея Ніка Адамса.  Роман також критикували за те, що він є невідповідною автобіографією та зображує Кантвелла як запеклого солдата. 
—Ernest Hemingway about critical reception to
Across the River and into the Trees.
За словами біографа Гемінгуея Карлоса Бейкера, Гемінгуей був «глибоко поранений негативними відгуками» про цей роман.  Крім того, Бейкер пояснює, що Гемінгуей не знав, що його близькі оточення погоджувалися з більшістю критиків. Наприклад, його дружина Мері, яка не схвалювала книгу «Через річку та в дерева», сказала: «Я тримала язик за зубами. Ніхто не призначав мене редактором мого чоловіка». 
Пізніші літературознавці вважають роман кращим, ніж його сприйняття в той час.  Бейкер порівнює його з «Зимовою казкою» Шекспіра або «Бурою» : не великий твір, але з « елегійним » тоном.  Літературний біограф Джеффрі Мейєрс вважає, що роман демонструє новий «сповідальний стиль» у творчості Гемінгуея, і що його «вважали б більш вражаючим, якби його написав хтось інший, а не Гемінгуей».  Критик Бен Штольцфус погоджується, і він вважає, що структура Гемінгуея є більш зрозумілою для сучасного читача, який знайомий з романом епохи Нового року, ніж для читачів середини 20-го століття. 

## Кіноадаптація
У 2016 році було оголошено, що разом із продюсерами Кірстін Роґнер та Джоном Смоллкомбом розробляється художній фільм за мотивами роману.  Зйомки фільму розпочалися у Венеції, Італія, 9 грудня 2020 року. Головну роль виконав Лів Шрайбер, а режисером була Паула Ортіс .  Прем'єра фільму відбулася на кінофестивалі в Сан-Веллі 30 березня 2022 року.
1. ↑  Meyers (1985), 439–444
2. ↑  Sanderson, 24
3. ↑  Baker (1972), 117
4. ↑  Stoltzfus (2003)
5. ↑  Svobada, 166
6. ↑  Baker (1972), 268–273
7. ↑  Oliver, 3
8. ↑  Benson, (1989)
9. ↑  Martin Herzog. Don’t Fraternize! Post-war American-German relations began 60 years ago [Архівовано February 11, 2012, у Wayback Machine.], The Atlantic Times, October 2004. Paragraph 10.
10. ↑  Harvey, Roderick Wilson (October 1971). A Preparation for Death: Temporal and Ideal Concepts in Hemingway's Across the River and into the Trees (Дипломна робота MA). University of British Columbia.
11. ↑  Williams, Tennessee (August 13, 1950). "A Writer's Quest For a Parnassus". The New York Times.(потрібна безкоштовна реєстрація)
12. ↑  qtd. in Meyers (1985), 457–459
13. ↑  quoted in Mellow (1992), 561
14. ↑  Kit, Borys (8 лютого 2016). Pierce Brosnan, Martin Campbell to Adapt Ernest Hemingway Novel (Exclusive). The Hollywood Reporter. Процитовано 9 лютого 2016.
15. ↑  Kit, Borys (7 вересня 2020). Liev Schreiber To Lead Hemingway Adaptation 'Across The River And Into The Trees', Film To Shoot In Venice Next Month. Deadline. Процитовано 3 листопада 2020.